# Protoetiella bipunctella
Protoetiella bipunctella är en fjärilsart som beskrevs av Inoue 1959. Protoetiella bipunctella ingår i släktet Protoetiella och familjen mott. Inga underarter finns listade i Catalogue of Life.